# Zádiel
Zádiel est un village de Slovaquie situé dans la région de Košice.

## Géographie
Le village de Zadiel se trouve à proximité d'une vallée encaissée appelée Canyon de Zadiel. C'est une destination privilégiée pour les randonnées.

## Histoire
La première mention écrite du village date de 1317.
La localité fut annexée par la Hongrie après le premier arbitrage de Vienne le 2 novembre 1938. En 1938, on comptait 236 habitants. Elle faisait partie du district de Turňa nad Bodvou (hongrois : Tornai járás). Le nom de la localité avant la Seconde Guerre mondiale était Zádiel/Szádelő. Durant la période 1938 - 1945, le nom hongrois Szádelő était d'usage. À la libération, la commune a été réintégrée dans la Tchécoslovaquie reconstituée.

## Démographie

### Évolution de la population
| Année:               | 1994. | 2004.   | 2014.    | 2024.   |
| -------------------- | ----- | ------- | -------- | ------- |
| Nombre de personnes: | 194   | 199     | 168      | 147     |
| Différence:          |       | +2,57 % | -15,57 % | -12,5 % |

| Année:               | 2023. | 2024.   |
| -------------------- | ----- | ------- |
| Nombre de personnes: | 153   | 147     |
| Différence:          |       | -3,92 % |

## Galerie

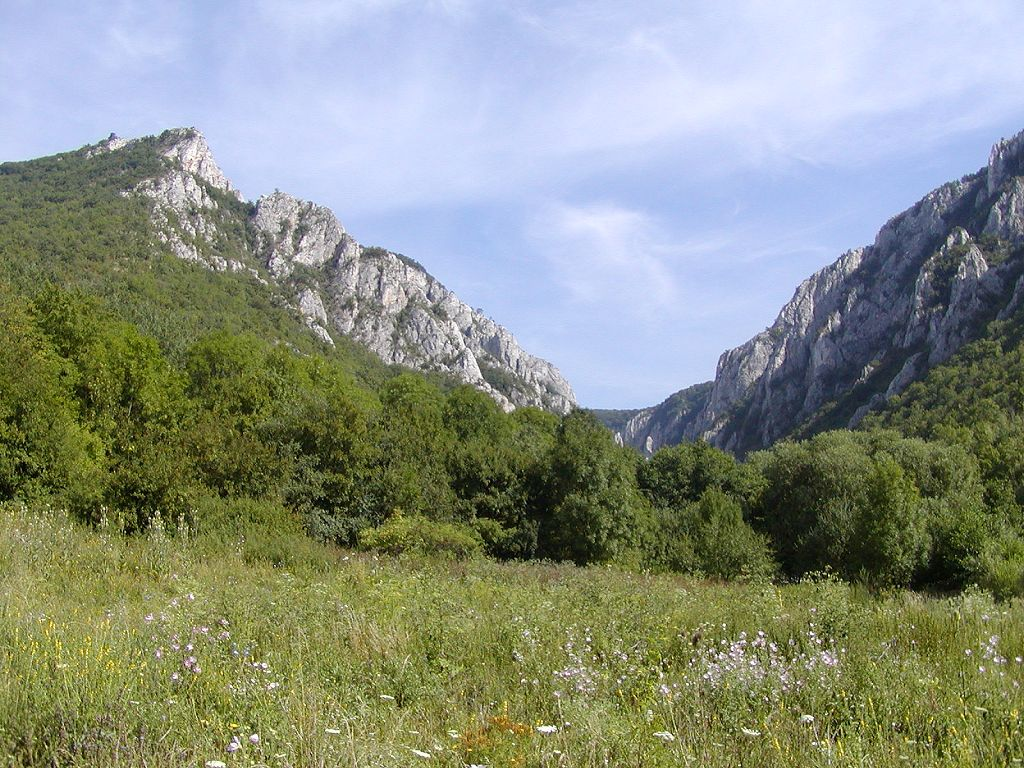
Canyon de Zadiel
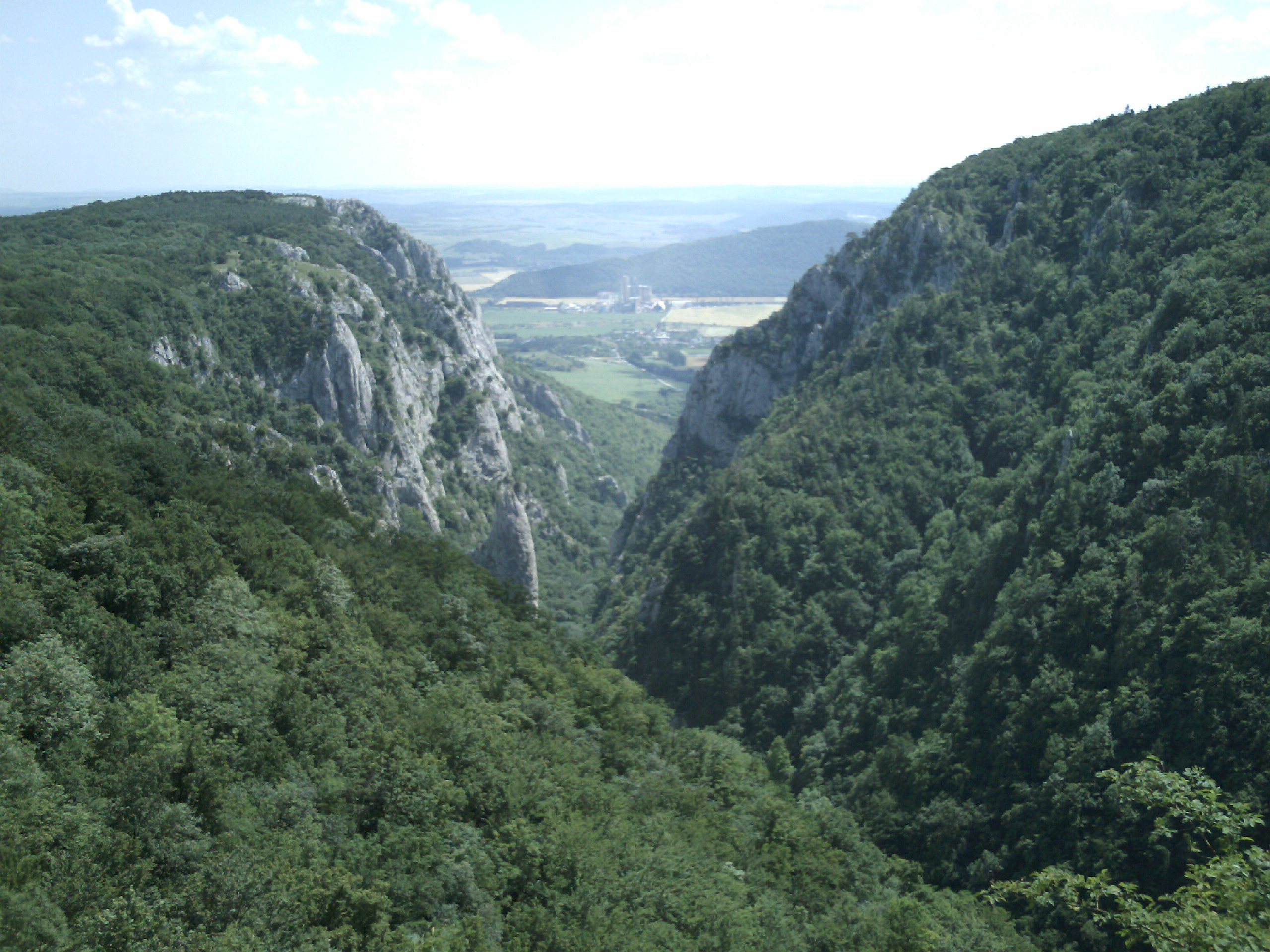
Canyon de Zadiel